# Tweedledee e Tweedledum

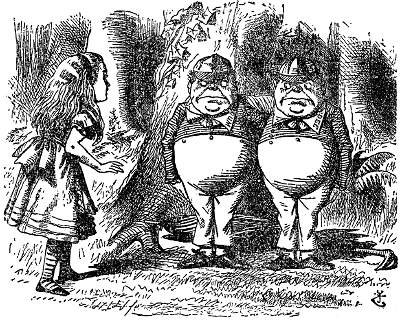
Ilustração de Tweedledee e Tweedledum por John Tenniel.

Tweedledee e Tweedledum são personagens fictícios do livro de Lewis Carroll Alice Através do Espelho. Seus nomes originais podem ter vindo originalmente de um epigrama escrito pelo poeta John Byron.
Esses personagens são talvez os mais conhecidos de Lewis Carroll do livro "Through the Looking Glass". Os irmãos Tweedle nunca se contradizem, mesmo quando um deles, de acordo com a rima presente no livro, "concorda em ter uma batalha". Pelo contrário, eles se complementam nas palavras. Este fato levou Tenniel, o ilustrador do livro, a assumir que eles são gêmeos também fisicamente, e Gardner vai mais longe ao afirmar que Carroll quis que fossem enantiomorfos, ou seja, imagens espelhadas, como um par de luvas (A evidência para estas suposições não podem ser encontrados em qualquer dos escritos de Lewis Carroll).
Os dois personagens apareceram na adaptação da Disney de Alice no País das Maravilhas, apesar do fato de o filme ter sido baseado principalmente no primeiro livro.
Na versão de 1951 do Alice in Wonderland, Tweedledum & Tweedledee são retratados quase exatamente como eles aparecem no livro. Ambos parecem idênticos, exceto pela costura em suas camisas com seus nomes.

## Versão Disney
Os dois parecem idênticos em todos os sentidos. Terminam as frases um do outro e fazem movimentos muito estranho com seus corpos, como o salto extremamente alto para o ar e balançando as pernas como se fosse macarrão. Eles aparecem como se tivessem um motivo desonesto, pois parecem sorrir ameaçadoramente um para o outro.

## Na versão de Tim Burton
Na versão de Alice in Wondeland, cuja direção é de Tim Burton, lançada em 2010, Tweedledee e Tweedledum serão retratados por Matt Lucas. Seu rosto será adicionado digitalmente para os corpos de Tweedledee e Tweedledum. No trailer do filme, Tweedledum e Tweedledee são vistos andando com Alice no deserto do País das Maravilhas, e eles também são vistos sendo levados por um grande pássaro, um JubJub, que aparece nos contos Through the Looking Glass e A caça ao Snark. São mostrados também brevemente batendo um no outro, como no filme original da Disney.  